# Deltaraket
USA's Deltaraket er en succesrig løfteraket med en 95% succesrate. Løfteraketten bygger på missilet PGM-17 Thor, der i begyndelsen også var en løfteraket. Delta blev udviklet af Douglasselskabet, der fusionerede til McDonnell Douglas i 1967. I 1997 blev firmaet overtaget af Boeing og alle tre selskaber har udviklet Deltaraketter.

## Delta A-E
De første Deltaraketter havde en Thorraket som første trin. Det 18 m høje førstetrin på 48 tons havde en Rocketdyne LR-79-motor drevet af flydende ilt og RJ-1 (petroleum) i 164 sekunder. Andettrinnet på 5,3 m og 2,1 tons havde en Aerojet AJ-10-motor drevet af salpetersyre og hydrazin i 115 sek. (motoren blev også anvendt af Vanguardrakettens andettrin og af Able-rakettrinnet). Tredjetrinnet på 30 kg var en Altair faststofraket (fra Vanguard) med en brændtid på 38 sek. Deltaraketten blev tidligere benævnt Thor-Vanguard og d. 2. oktober 1962 opsendte en Delta A Explorer 14 fra Cape Canaveral. Det skal bemærkes at Thor-Able allerede blev opsendt d. 23. februar 1958, dog uden at være blevet kaldt Delta. Delta C kunne opsende 82 kg til synkronbanen og 13 stk. blev opsendt fra 1963-69.
Delta D og E havde tre 6 m høje Thiokol Castor 2-faststofraketter som hjælperaketter (nultetrin). Hver vejede 4,4 tons og brændte i 37 sekunder. Delta E kunne opsende 150 kg til synkronbanen og 23 stk. blev opsendt fra 1965-71.

## Delta 2000 (Straight-Eight Delta)
- Nultetrin

Ni Thiokol Castor 2-faststofraketter – seks af dem tændte ved starten, de tre sidste efter 37 sekunder. 6 m høje og 4,4 tons tunge hver.
- Førstetrin (Long-Tank Delta)

22,3 m høj og 84 tons tung. En Rocketdyne RS-27-motor drevet af flydende ilt og RP-1 (petroleum) i 223 sekunder. RS-27 var udviklet til Saturn IB, men blev vraget.
- Andettrin (Delta P)

5,9 m høj og 5,4 tons tung. En TRW TR-201-motor drevet af N2O4 og Aerozine i 322 sek. TR-201 blev udviklet til Apollos månelander.
- Tredjetrin (Burner 2)

84 cm høj og 774 kg tung. En Thiokol TE-364 (Star 37) faststofraket brænder i 42 sekunder.
Delta 2000 kunne opsende 724 kg til synkronbanen og 44 stk. blev opsendt fra 1974-81.
- 1975 – COS-B (Celestial Observation Satellite), ESA gammasatellit.
- 1978 – IUE (International Ultraviolet Explorer), UV-teleskop.
- 1978 – ISEE-3 (International Sun-Earth Explorer), magnetosfæresatellit.

## Delta 3000
Delta 3000 havde ni Thiokol Castor 4-faststofraketter. Disse var 9 m høje og 10,5 tons tunge. Opsendelsesproceduren var ændret til at fem af dem tændte ved starten og de sidste fire efter 54 sekunder. En anden forskel fra Delta 2000 var at andettrinnet kunne anvende Aerojet AJ-10 eller TRW TR-201 valgfrit. Delta 3000 kunne opsende 954 kg til synkronbanen og 38 stk. blev opsendt fra 1975-89.
- 1980 – SMM (Solar Maximum Mission), solobservatorium.
- 1983 – IRAS (InfraRed Astronomical Satellite), IR-teleskop.
- 1983 – Exosat, ESA røntgenteleskop.

## Delta 4000 & 5000
- Delta 4000 havde de nye Castor 4A-hjælperaketter men den ældre RS-27-motor. Der blev kun fremstillet tre eksemplarer af Delta 4000 i 1989.
- Delta 5000 var en Delta 4000 med et forlænget førstetrin (Extended Tank Delta). Der blev kun opsendt en Delta 5000 i 1989.

## Delta II (6000-7000)
Delta 6000 har tre, fire eller ni Castor 4A-hjælperaketter, forlænget førstetrin på 104 tons (Extra Extended Long Tank) og RS-27A-motor. Tredjetrinnet er PAM (Payload Assist Module) der brænder i 88-122 sekunder. Delta 6000 kunne opsende 1,4 tons til synkronbanen og 17 stk. blev opsendt fra 1989-92.
- 1990 – ROSAT (ROentgenSATellit), tysk røntgensatellit.
- 1992 – EUVE (Extreme UltraViolet Explorer), UV-teleskop.
- 1989-90 – 9 Navstar (GPS) navigationssatellitter.

Delta 7000 har tre, fire eller ni Hercules GEM-40 (Graphite-Epoxy Motor)-hjælperaketter på 12 m og 13 tons og de brænder i 64 sekunder. Delta 7000 har en RS-27C-motor og kan opsende 1,8 tons til synkronbanen og 108 stk. er foreløbigt blevet opsendt fra 1990.
- 1996 – NEAR (Near Earth Asteroid Rendezvous), asteroidesonde.
- 1996 – Mars Global Surveyor, marskredser.
- 1996 – Mars Pathfinder, marslander.
- 1997 – ACE (Advanced Composition Explorer), subatomare partikeldetektor L1.
- 1998 – Deep Space 1, asteroide- og kometsonde.
- 1998 – Mars Climate Orbiter, mislykket marskredser.
- 1999 – Mars Polar Lander, mislykket marslander.
- 1999 – Stardust, kometprøveindsamling.
- 1999 – Ørsted, dansk magnetosfæresatellit.
- 1999 – FUSE (Far Ultraviolet Spectroscopic Explorer), UV-teleskop.
- 2001 – 2001 Mars Odyssey, marskredser.
- 2001 – MAP (Microwave Anisotropy Probe), mikrobølgesatellit i L2.
- 2001 – Genesis, solprøveindsamling L1.
- 2002 – CONTOUR (COmet Nucleus TOUR), mislykket kometsonde.
- 2003 – Spirit, marsrobot.
- 2004 – Swift, gammasatellit.
- 2005 – Deep Impact, kometsonde.
- 2006 – USA 193, mislykket spionsatellit.
- 2007 – Phoenix, marslander.
- 2009 – Kepler, registrering af jordlignende exoplaneters kredsløb.
- 1990-2007 – 37 Navstar (GPS) navigationssatellitter.
- 1997-2002 – 12×5 Iridium, satellittelefonisatellitter i lave baner.

Delta 7000H bruger GEM-46 hjælperaketter udviklet til Delta III. Delta 7000H kan sende 1 ton ud af Jordens tyngdefelt.
- 2003 – Opportunity, marsrobot.
- 2003 – Spitzerteleskopet, IR-teleskop.
- 2004 – MESSENGER (MErcury Surface, Space ENvironment, GEochemistry and Ranging), merkursonde.
- 2007 – Dawn, vesta- og ceressonde.

## Delta III (8000)
Delta III blev opgivet efter tre flyvninger 1998-2000. Hjælperaketterne var Hercules GEM-46 på 19 tons og 2.- og 3.-trinnet var samlet til ét kryogenisk trin med en Pratt & Whitney RL-10B-motor (fra Centaur) drevet af flydende ilt og brint i 700 sekunder. Trinnet vejede 19 tons og var 8,8 m højt.

## Delta IV (9000)
Førstetrinnet er 40 m højt og vejer 226 tons. Raketmotoren er en Rocketdyne RS-68 og drives af flydende ilt og brint i 249 sekunder. Andettrinnet er 12 m høj og vejer 24 t. Raketmotoren er Delta III's P&W RL-10B og brænder i 1.125 sek. Hjælperaketter til Delta IV kan være 16 m høje GEM-60-faststofraketter på 17 tons med en brændtid på 90 sek. Delta IV Heavy har to ekstra førstetrin som hjælperaketter.

Delta IV findes i seks versioner: Delta IV Small anvender Aerojet AJ-10 som andettrin og PAM som tredjetrin – 2 m bred raketnæse. Delta IV Medium og Medium+ (4,2) har 4 m bred raketnæse og Delta IV Medium+ (5,2) og (5,4) samt Heavy har 5 m bred raketnæse.
| Delta IV       | Small | Medium        | Medium+ (4,2) | Medium+ (5,2) | Medium+ (5,4) | Heavy         |
| -------------- | ----- | ------------- | ------------- | ------------- | ------------- | ------------- |
| GEM-60         | 0     | 0             | 2             | 2             | 4             | 0             |
| RS-68          | 1     | 1             | 1             | 1             | 1             | 3             |
| startvægt      | 244 t | 254 t         | 293 t         | 293 t         | 404 t         | 733 t         |
| nyttelast GTO  | 2,2 t | 3,9 t         | 5,3 t         | 4,3 t         | 6,1 t         | 10,8 t        |
| 1. opsendelse  | -     | 20. nov. 2002 | 13. dec. 2002 | -             | -             | 21. dec. 2004 |
| *opsend./succ. | 0/0   | 3/3           | 3/3           | 0/0           | 0/0           | 2/1           |

- GTO: Geostationary Transfer Orbit (185 km x 35.786 km, 27°) – til synkronbanen

## Deltakode
De enkelte Deltaraketter har en kodebetegnelse f.eks. 7926-10:
- 7 betyder at det er en Delta 7000.
- 9 angiver antallet af hjælperaketter (0, 3, 4, 6 eller 9).
- 2 er andettrinnets raketmotor: 1) TRW TR-201, 2) Aerojet AJ-10 og 3) Pratt & Whitney RL-10B.
- 6 er tredjetrinnet: 0) intet 3.-trin, 2) FW4-D, 3 & 4) Burner, 5) PAM-D, 6) PAM-D2
- -10 er bredden af raketnæsen i fod (8 fod er 'straight eight').

I 2004 blev koden ændret på det første ciffer:
- 2 for Delta II (Delta 6000 og 7000).
- 3 for Delta III.
- 4 for Delta IV.

Det tredje ciffer fik tilføjet 4 for Delta IV med 4 m bred raketnæse og 5 for Delta IV med 5 m bred raketnæse.
Det fjerde ciffer har 5 for alle PAM rakettrin.
7926-10 hedder derfor 2925-10 efter det nye system.

## Eksterne links
- Wikimedia Commons har flere filer relateret til Deltaraket